# Mario Grech
Pour les articles homonymes, voir Grech.
Mario Grech, né le 20 février 1957 à Qala (Malte), est un prêtre catholique maltais, évêque de Gozo de 2005 à 2019 et pro-secrétaire général du Synode des évêques depuis le 2 octobre 2019.
Le pape François le crée cardinal lors du consistoire du 28 novembre 2020.

## Biographie

### Jeunesse
Mario Grech est né à Qala, sur l'île de Gozo, à Malte, le 20 février 1957 mais il grandit à Kercem, où il va à l’école primaire. Après des études secondaires à Rabat, il suit à partir de 1977 des cours de philosophie, puis de théologie, au séminaire de Gozo.

### Prêtre
Le 26 mai 1984, il est ordonné prêtre pour le diocèse de Gozo par son évêque, Nikol Joseph Cauchi (en). Poursuivant ses études, il a obtenu une licence in utroque jure à l’université du Latran puis un doctorat en droit canonique à l’Angelicum.
Il fut vicaire à la cathédrale de Gozo et au sanctuaire national Ta' Pinu avant de devenir curé de la paroisse de Kercem. Il a en outre exercé plusieurs autres responsabilités pour le diocèse dont official et membre du collège des consulteurs.

### Évêque de Gozo
Le 26 novembre 2005, Benoît XVI l’a nommé évêque de Gozo. Il est consacré le 22 janvier 2006 par son prédécesseur Nikol Joseph Cauchi (en) en la cathédrale de Gozo.
En sa qualité de président (depuis septembre 2013) de la conférence épiscopale maltaise il a participé au synode des évêques sur les défis pastoraux de la famille dans le contexte de l'évangélisation où il prononce un discours le 8 octobre 2014. Le pape François l’ayant félicité pour son intervention, il fut spéculé qu’il était le favori pour succéder à Paul Cremona, archevêque de Malte, dont la démission a été acceptée le 18 octobre.
Néanmoins, c’est en définitive Charles Scicluna qui est nommé le 27 février 2015 au siège de Malte. Selon Malta Today (en), c’est une lettre de prêtres de son diocèse, adressée au cardinal Reinhard Marx, qui aurait coûté à Mario Grech sa nomination. Le courrier dénonciateur le décrit notamment comme une « brute », ayant « un attachement manifeste aux richesses matérielles », qui gère mal son diocèse (en particulier dans le traitement d’un cas de prêtre accusé de pédophilie), et conclut en affirmant que Grech est « totalement inapte » à devenir archevêque. Dans un entretien, Grech réfute ces accusations et rappelle aussi son opposition résolue à l’avortement. En octobre 2015, il est présent à la XIVe assemblée générale ordinaire du synode des évêques.

### Secrétariat général du synode des évêques
Le 2 octobre 2019, à quelques jours de l'ouverture du synode sur l'Amazonie, Mario Grech est nommé pro-secrétaire général du synode des évêques. Selon l'explication donnée le jour même par le cardinal Lorenzo Baldisseri, secrétaire général du synode des évêques, Mario Grech « occupera le poste de pro-secrétaire général jusqu’à la fin du mandat du Secrétaire général, dont il reprendra la charge ». 
En octobre 2020, il dénonce un "certain cléricalisme" qui a, selon lui, émergé pendant la pandémie de Covid-19 : « Nous avons assisté à un degré d'exhibitionnisme et de piétisme qui relève plus de la magie que de l'expression d'une foi mûre », et « je trouve curieux que beaucoup se plaignent du fait qu'ils ne peuvent pas communier et célébrer les funérailles à l'église, mais qu'ils soient moins nombreux à se demander comment se réconcilier avec Dieu et avec son prochain, comment écouter et célébrer la Parole de Dieu et comment expérimenter le service. ». 
Il est créé cardinal en novembre 2020. 
Selon The Pillar (en), de nombreux observateurs du synode soulignent que Mario Grech soutiendrait publiquement le Chemin synodal allemand, en particulier depuis que ses délégués ont voté en faveur de structures formelles de gouvernement de l’Eglise dirigées par des laïcs, de la bénédiction des unions homosexuelles dans les églises et de l’intercommunion avec les protestants.
Il est considéré comme un papabile très progressiste par la revue géopolitique Le Grand Continent pour le conclave de 2025.

## Succession apostolique
Mario Grech a ordonné les évêques suivants :
- Évêque George Bugeja (it), O.F.M. (2015)
- Évêque Anthony Teuma (it) (2020)